# Lago di Sauris
Der Lago di Sauris (auch: See von Sauris; furlanisch: Lât di Sauris) ist ein Stausee in der Gemeinde Sauris in Friaul-Julisch Venetien.

## Beschreibung

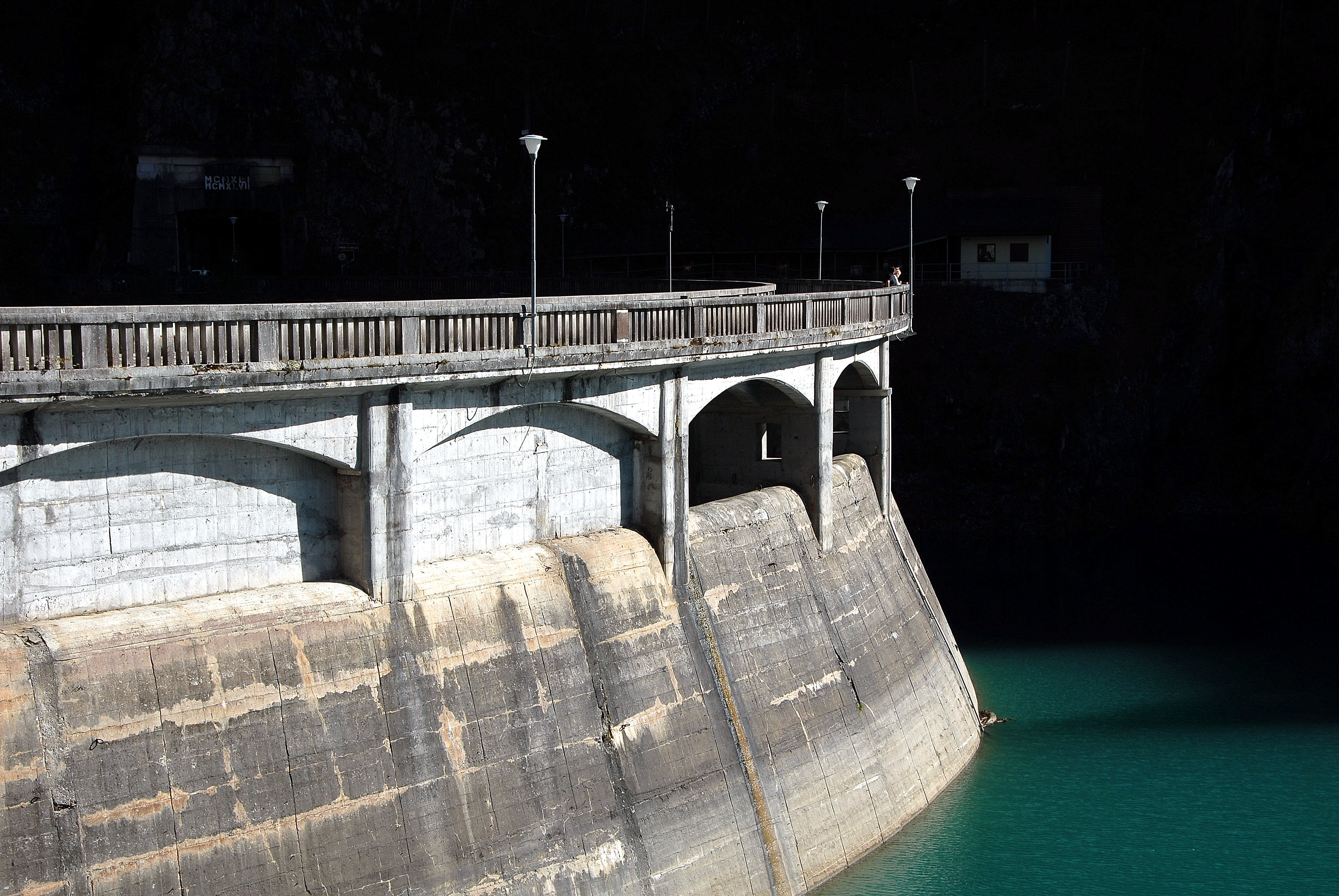
Staumauer des Lago di Sauris

Der Lago di Sauris ist ein Stausee nahe der Gemeinde Sauris in den Karnischen Alpen. Der See wird vom Lumiei-Fluss und vom Rio Poch gespeist hat ein Volumen von mehr als 70 Millionen Kubikmetern Wasser. Die Staumauer war zum Zeitpunkt der Errichtung die höchste in Italien und die zweithöchste in Europa.

## Geschichte
Mit dem Bau der Staumauer, der „Diga del Torrente Lumiei“, für das Kraftwerk im Lumiei-Tal wurde 1941 begonnen. Für den Bau wurden rund 300 neuseeländische Kriegsgefangene als Zwangsarbeiter eingesetzt. Bei Bau der Staumauer kamen 20 Arbeiter ums Leben. Bevor 1948 mit dem Aufstauen des Sees begonnen werden konnte, musste der Ortsteil La Maina mit Höfen, Ställen, Heuschuppen, zwei Mühlen, einer Kirche, einer Schule und einem Einzelhandel geräumt werden. 15 Familien mit etwa 60 Personen wurden umgesiedelt, die Kirche wurde abgetragen und in einem höhergelegenen Ortsteil wieder aufgebaut. Wenn der See für Wartungsarbeiten an der Mauer in regelmäßigen Abständen abgelassen wird – wie zuletzt in den Jahren 1992 und 2013 – gibt dieser die Reste von La Maina frei.